# 악인은 살아 있다
"악인은 살아 있다"는 2015년에 개봉한 대한민국의 영화이다.

## 캐스팅
- 박병은 : 한병도 역
- 김홍파 : 백동일 역
- 김법래 : 송찬혁 역
- 한수연 : 나유미 역
- 전역산 : 양기태 역
- 박현지 : 이은지 역
- 최장원 : 윤구희 역
- 차명욱 : 박필만 역
- 신린아 : 한연우 역
- 박지환 : 김주원 역
- 이재순 : 장모 역
- 이동희 : 박씨 역
- 설지윤 : 박씨부인 역
- 박재웅 : 홍민 역
- 홍재성 : 김태욱 역
- 권철 : 캐피탈 사장 역
- 권오진 : 캐피탈 부사장 역
- 손성찬 : 캐피탈 이전무 역
- 성찬호 : 캐피탈 김상무 역
- 심훈기 : 레스토랑 지배인 역
- 김구경 : 사진사 역
- 전광진  : 중국인관광객 역